# Billboard 200
Billboard 200 je lestvica dvestotih najbolje prodajanih albumov in EP-jev v Združenih državah Amerike. Vsak teden jo objavlja revija Billboard. Na lestvico se lahko uvrstijo samo albumi, ki so v redni prodaji v ZDA. Položaj na lestvici je razširjeno merilo popularnosti glasbenika oz. glasbene skupine v državi.
Billboard 200 razvršča albume samo po številu prodanih izvodov, tako v fizičnem kot v zadnjem času tudi digitalnem formatu, in ne navaja dejanskih številk. Tako ni mogoče primerjati na primer prodaje albumov, ki so bili na prvem mestu v različnih obdobjih.
Najuspešnejši glasbeniki po številu albumov na prvem mestu lestvice so bili The Beatles (19), katerim sledita Elvis Presley in Jay-Z s po desetimi. Na tretjem mestu sta Bruce Springsteen in skupina The Rolling Stones s po devetimi albumi na prvem mestu.